# 格里 (纽约州)
格里（英語：Gerry）是位于美国纽约州肖托夸县的一个镇，地处肖托夸县中部、詹姆斯敦以北，建于1812年。2010年美国人口普查时，该镇有1905人。其名称来源于美国副总统埃尔布里奇·格里。